# 元恂
元恂（483年5月27日—497年），原名拓跋恂，字元道，后改字宣道，北魏孝文帝元宏的長子，贵人林氏（曾追封贞皇后）所生。
太和七年闰四月癸丑（483年5月27日），元恂出生，魏孝文帝大赦天下，生母林氏按北魏慣例子貴母死賜死，元恂由嫡曾祖母馮太后养育。太和十七年（493年）七月，立为皇太子。孝文帝遠征南齐，元恂留守新都洛陽。元恂嫌河南酷暑，穿胡服。太和二十年（496年），元恂逃至平城，得到反对汉化和南迁的贵族的支持。其父孝文帝返回后平息了变乱，与弟弟咸阳王元禧杖责元恂一百，废黜元恂为庶人，改字宣道，囚禁在河陽，衣食仅够维生。元恂被废后很后悔自己的所为，却又被看守官员李彪诬陷仍有图谋不轨之举。不久，孝文帝又派元禧和邢峦携毒药将元恂赐死。元恂得年仅15岁，以庶人礼葬于附近。其母林氏也由追封皇后追贬为庶人。

## 妻妾
- 孝文帝元宏原准备以司徒冯诞长女为元恂妻，因冯氏年幼，需待其成年。故在元恂十三、四岁时先娶刘氏、郑氏女为左右孺子。可能没来及与冯氏成婚，元恂已被赐死。
- 刘左孺子，刘长文之女
- 郑右孺子，郑懿之女

## 延伸阅读
[在维基数据编辑]
 《魏書·卷22》，出自魏收《魏书》
 《北史/卷019》，出自李延壽《北史》